# Torgauer Straße 45 (Annaburg)

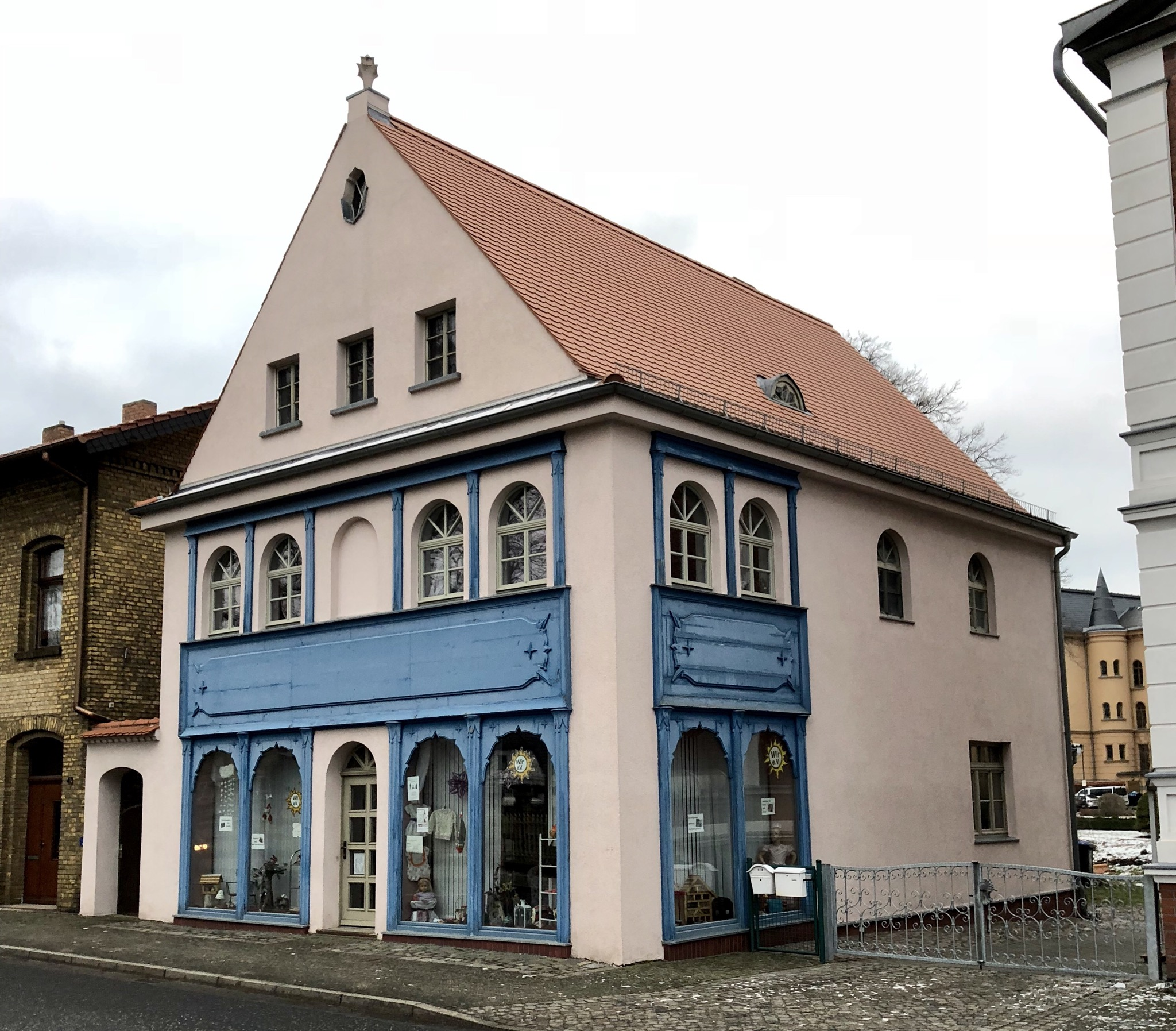
Torgauer Straße 45, 2019

Das Haus Torgauer Straße 45 ist ein denkmalgeschütztes Wohn- und Geschäftshaus in der Stadt Annaburg in Sachsen-Anhalt.
Es befindet sich auf der südöstlichen Seite der Torgauer Straße im westlichen Teil Annaburgs.
Das zweigeschossige Gebäude steht giebelständig zur Straße. Es wurde um das Jahr 1926 errichtet und weist im Erdgeschoss ein im Stil des Art déco gestaltetes Ladenfassade samt entsprechenden Schaufenster auf.
Es bestand in der Vergangenheit abweichend von der heutigen Adressierung die Adresse Torgauer Straße 2a. 
Im örtlichen Denkmalverzeichnis ist das Wohn- und Geschäftshaus unter der Erfassungsnummer 094 35206 als Baudenkmal verzeichnet.